# Tinkle
Tinkle（日语：てぃんくる），是日本的插畫家、漫畫家，為與的男性二人組合。2000年以十八禁遊戲《沈睡森林的公主》（眠れる森のお姫さま）原畫家身份出道，於2005年起主要以創作漫畫作品和輕小說插畫為主。2010年因為身體疾病等因素離開，2016到現在為與組合。在專門學校時，和插畫家、漫畫家美水鏡是同級生。
目前除了從事商業繪畫之外，也經常以同人社團「TinkerBell（てぃんかーべる）」名義參加同人誌即賣會。

## 作品風格
不以一般男性畫家的視點描繪少女角色，反而較接近女性畫家的細膩風格。
擅長描繪蘿莉等少女角色，由於作畫華麗精緻、筆觸細膩，吸引了不少喜歡其風格的讀者。
較常繪畫薄紗、蕾絲、洋裝等服飾，另外喜歡以兔子娃娃作為吉祥物。

## 作品列表

### 遊戲原畫
- 眠れる森のお姫さま（Penguin Works）
  - エミーリアemmyrea（KID）
- Cafe Little Wish（ぱてぃしえ）
  - Cafe Little Wish ～魔法のレシピ～（Princess Soft）
- まじかる☆ている（ぱてぃしえ）
  - まじかる☆ている ちっちゃな魔法使い（Princess Soft）

### 畫集
- （Enterbrain）
- （C75會場發售，其後在Comic Treasure發售）

### 插畫
- （博惠夏樹著，Magi-Cu連載，Enterbrain）
- 物質幽靈（葵關南著，富士見Fantasia文庫）
- （堂本烈著，法蘭西書院）
- 蘿球社！（著，電擊文庫）
- （著，法蘭西書院）
- 天使的3P！（著，電擊文庫）
- （著，法蘭西書院）

### 漫畫
- 萌·怪盜蕾莉絲（連載，Square Enix）
- （封面插圖、開首插圖，Square Enix）
- 月夜的奶酪（Comp-Ace連載，角川書店）

### 專欄連載
- Comptiq（角川書店）

## 外部連結
- （日語）http://www.tinkerbell.vc/ （页面存档备份，存于）
- （日語）http://www.ne.jp/asahi/tinker/bell/ （页面存档备份，存于），該站已在2007年底停止更新。